# Naoe Kanetsugu

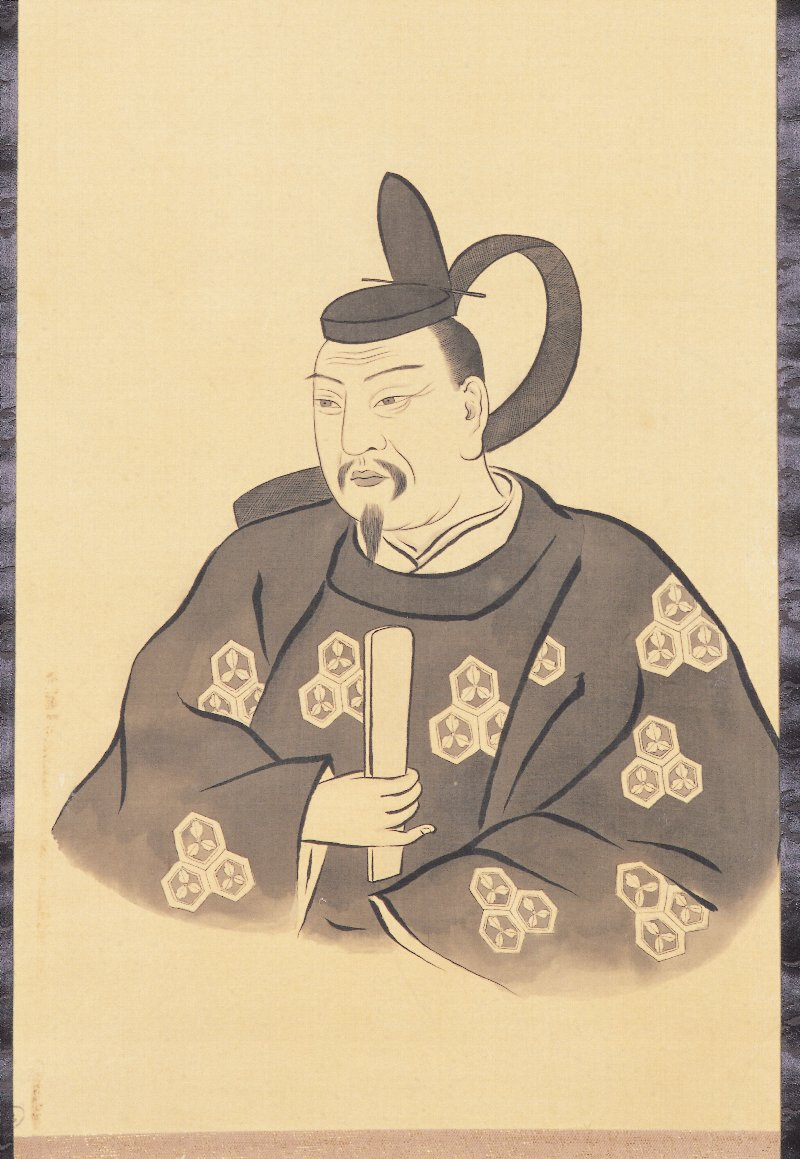
Naoe Kanetsugu

Naoe Kanetsugu (直江 兼続, * 1560; † 23. Januar 1620) war ein japanischer Samurai der Sengoku-Zeit. Er war der älteste Sohn von Higuchi Kanetoyo (樋口 兼豊) und enger Vertrauter des Daimyō Uesugi Kagekatsu. Er ist weiterhin unter seinem Gerichtstitel Yamashiro no Kami (山城守) bekannt.

## Leben
Kanetsugu wurde auf dem Sakato Schloss (坂戸城) in der Provinz Echigo geboren und erhielt den Namen Yoroku (与六). Sein Vater Higuchi Sōemon Kanetoyo war ein Vasall des Burgherren Nagao Masakage (長尾政景). Sentōin (仙桃院), die Schwester von Uesugi Kenshin (上杉謙信), dem Oberhaupt des Uesugi Klans, wurde früh auf Yorokus Intelligenz aufmerksam. Dies führte dazu, dass er mit etwa 4 Jahren als Uesugi Kagekatsus Page in das Schloss Kasugayama, den Hauptsitz der Uesugi, zog.
1581 starb Naoe Nobutsuna ohne Nachkommen. Um das Aussterben des Naoe Klans zu verhindern, heiratete Kanetsugu auf den Wunsch Kagekatsus O-Sen (お船), die Witwe von Nobutsuna. Er übernahm den Namen Naoe und wurde zum Oberhaupt des Klans. 1583 bekam er den Gerichtstitel Yamashiro no Kami (山城守).
Kanetsugu begann 1586 während mehrerer Besuche in die Hauptstadt Freundschaft mit Toyotomi Hideyoshi zu schließen. Durch seine zahlreichen militärischen Erfolge zeichnete er sich als hervorragender Krieger und Stratege aus.
Kanetsugu nahm 1592 an der Invasion Koreas teil. Er erkannte die Nutzlosigkeit des Krieges und verbot Soldaten seiner Armee das Plündern wertvoller Güter. Er rettete außerdem viele alte chinesische Texte vor der Zerstörung durch den Krieg und brachte sie zurück nach Japan. Viele von diesen sind noch heute erhalten.
Als nach Hideyoshis Tod Streit um dessen Nachfolge ausbrach, schloss Kanetsugu sich der Armee von Ishida Mitsunari an. Die Streitkräfte der Uesugi kamen nicht rechtzeitig zur Schlacht von Sekigahara und waren nach der Niederlage der Armee Ishida Mitsunaris zum Rückzug gezwungen. Später kam es unter großen Gebietsverlusten zu Frieden mit Tokugawa Ieyasu.
1620 starb Naoe Kanetsugu und wurde im Tempel Tokushōji beigesetzt.